# إدورد إلريك
إدوارد إلريك (باليابانية: エドワード・エルリック) (بالإنجليزية: Edward Elric) هو شخصية رئيسية في سلسلة مانغا وأنمي الخيميائي الفولاذي.
- الأداء الصوتي في الأنمي: رومي باكو (الياباني)، فيك مينيانا (الإنجليزي).

## ألقابه
- الخيميائي الفولاذي: حصل على هذا اللقب إلى جانب الساعة الفضية بعد اجتيازه لامتحان خيمياء الولاية.

## وصلات خارجية
- إدوارد إلريك على موقع ميوزك برينز (الإنجليزية)

- إدوارد إلريك على موسوعة الخيميائي الفولاذي.